# Jean-Marie Apostolidès
Jean-Marie Apostolidès, né le 27 novembre 1943 à Saint-Bonnet-Tronçais (Allier) et mort le 22 mars 2023, à Stanford (Californie), est un romancier français, essayiste, auteur dramatique et professeur d'université.

## Biographie
Jean-Marie Apostolidès est né en 1943 à Saint-Bonnet dans la forêt de Tronçais et a grandi à Troyes dans la France provinciale, catholique et bourgeoise des années 1950-1960 qu'il décrit dans L'Audience. Ce récit autobiographique s'articule autour de sa rencontre avec le pape Pie XII, « épisode mineur » à la suite duquel il délaissera la religion pour se consacrer au théâtre.
Jean-Marie Apostolidès fait une maîtrise de psychologie à Nanterre puis va s'installer au Canada en 1968, à Toronto d'abord, puis à Montréal, où il enseigne la psychologie. De retour en France en 1972, il entreprend un doctorat en sociologie sous la direction de Jean Duvignaud, fonde une société de production et réalise des courts-métrages, et enseigne la sociologie à l'université de Tours. Il soutient sa thèse et obtient son doctorat d'État en 1977.
À partir de 1979, il enseigne aux États-Unis, à l'université Stanford de 1979 à 1981, à Harvard de 1981 à 1987, puis de nouveau à Stanford, où il est professeur de littérature et de théâtre.

## Œuvre

### Domaine théâtral
L'œuvre de Jean-Marie Apostolidès s'articule d'abord autour du théâtre et des rapports complexes qu'il entretient avec l'histoire sociale. Ses deux premiers ouvrages, tirés de sa thèse, ont trait au spectacle sous le règne de Louis XIV: Le Roi-machine ; Le Prince sacrifié. Sa thèse met notamment en évidence les correspondances entre le théâtre classique et la vision qu'a Louis XIV du caractère spectaculaire de sa politique et du caractère politique des fastes qu'il organise. Par exemple, après son oubli depuis le début du XXe siècle, le programme de visite des jardins de Versailles établi par Louis XIV (pour les ambassadeurs étrangers) est remis en lumière par Apostolidès dans son analyse.
Il publie en 2006 un essai sur le Cyrano de Bergerac d'Edmond Rostand. Il est lui-même auteur de plusieurs pièces de théâtre.

### Les avant-gardes, le situationnisme
Intéressé par les mouvements d'avant-garde et par les personnages qui leur ont donné forme, entre autres l'Internationale situationniste et l'Internationale lettriste, Apostolidès publie un essai, Les Tombeaux de Guy Debord et une pièce de théâtre, Il faut construire l'hacienda, et plusieurs études et éditions en collaboration avec Boris Donné : une biographie d'Ivan Chtcheglov, Ivan Chtcheglov, profil perdu, puis trois livres de Patrick Straram, Les bouteilles se couchent, La veuve blanche et noire un peu détournée, Lettre à Guy Debord ; il participe également à l'édition des Écrits retrouvés d'Ivan Chtcheglov.
En octobre 2015, Apostolidès publie une biographie de Guy Debord intitulée Debord, le naufrageur dont le contenu est vivement critiqué par Gianfranco Sanguinetti, qui fut l'ami de Guy Debord.

### Tintin
Jean-Marie Apostolidès est un spécialiste de Tintin, ayant publié en 1984 Les Métamorphoses de Tintin, puis L'Archipel Tintin en collaboration avec Benoît Peeters. Dans son ouvrage intitulé Dans la peau de Tintin (2010), il étudie de plus près la psychologie de l'auteur, approfondissant les perspectives ouvertes dans ses précédents ouvrages.

### Autres domaines
Trois publications plus isolées sont particulièrement importantes aux yeux de leur propre auteur. Tout d'abord L'Audience, un récit familial, édité en 2001 et augmenté en 2008. Ensuite, il y a Cyrano. Qui fut tout et qui ne fut rien, dans lequel il a voulu « découvrir le ressort caché de cette pièce, la raison pour laquelle elle fascinait tant de monde cent ans après sa création, [lui] y compris. […]. [il pressentait] que le secret de cette œuvre était associé à la figure paternelle, et qu'en [lui] offrant jadis ce livre, c'était également son propre secret que [son] père [lui] avait confié ». Enfin, Héroïsme et victimisation se veut, comme le précise le sous-titre, une « histoire de la sensibilité » en Occident. L'auteur y livre notamment une analyse des événements de mai 68 et de ses répercussions sur la société française à l'aube du XXIe siècle.
Jean-Marie Apostolidès est aussi traducteur des manifestes de l'activiste et penseur anti-industriel Unabomber, Le Manifeste de 1971 et L'avenir de la société industrielle (1996 et 2009) et d'un essai sur L'Affaire Unabomber (1996).

## Publications

### Romans
- L'audience, Exils, 2001, édition revue et complétée, Les Impressions Nouvelles, 2008.
- Konoshiko, illustrations de Luc Giard, Les Impressions Nouvelles, 2012.
- Les Robots aussi croient à l'amour fou, avec Luc Giard, Les Impressions nouvelles, 2017.

### Biographie
- Debord, le naufrageur, Flammarion, 2015.

### Théâtre
- La Nauf des fous, Albin Michel, 1982
- Il faut construire l'hacienda, Les Impressions nouvelles, 2006.
- Trois solitudes, L'Harmattan, 2012.

### Essais
- Le Roi-machine. Spectacle et politique au temps de Louis XIV, Minuit, 1981.
- Les Métamorphoses de Tintin, Seghers, 1984 ; Exils, 2003 ; Flammarion, 2006.
- Le Prince sacrifié. Théâtre et politique au temps de Louis XIV, Minuit, 1985.
- L'Affaire Unabomber, Le Rocher, 1996.
- Les Tombeaux de Guy Debord, précédé de "Guy-Ernest en jeune libertin", Exils, 1999 ; Flammarion, 2006.
- Héroïsme et victimisation. Une histoire de la sensibilité, Exils, 2003.  (ISBN 2-912969-39-5) Éditions du Cerf, 2011  (ISBN 978-2-204-09469-6)
- Tintin et le mythe du surenfant, Moulinsart, 2003.
- Cyrano. Qui fut tout et qui ne fut rien, Les Impressions nouvelles, 2006.
- Dans la peau de Tintin, Les Impressions nouvelles, 2010.
- Lettre à Hergé, Les Impressions nouvelles, 2013.
- Guy Debord, le naufrageur, Flammarion - Grandes Biographies, 2015.
- L'Hypnose théâtrale, Les Impressions nouvelles, 2024.

### Ouvrages collectifs
- L'Archipel Tintin, avec Albert Algoud, Benoît Peeters, Pierre Sterckx et Dominique Cerbelaud, Les Impressions nouvelles, 2004.
- Ivan Chtcheglov, profil perdu, avec Boris Donné, Allia, 2006.
- Écrits retrouvés, sur Ivan Chtcheglov, avec Boris Donné, Allia, 2006.
- Lettre à Guy Debord de Patrick Straram (préface), Sens & Tonka, 2006.
- La veuve blanche et noire un peu détournée, de Patrick Straram, avec Boris Donné, Sens & Tonka, 2006.
- Little Nemo, 1905-2005, un siècle de rêves, d'Apostolidès, Baetens, Ciment, Fresnault-Deruelle, Groensteen, Maresca, Peeters, Samson, Smolderen, Sterckx, Tisseron et Van Lier.
- Les bouteilles se couchent, de Patrick Straram, avec Boris Donné, Allia, 2006.
- Buvons, buvons et moquons-nous du reste, avec Michel Mazeron et Bertrand Renaudineau, l'Harmattan, 2011.
- Le Père Noël ne meurt jamais, avec Jean-Basile Boutak, Éditions de Londres, 2013.

### Traduction
- Manifeste : L'avenir de la société industrielle, de Theodore Kaczynski (Unabomber), préfacé par Annie Le Brun, Le Rocher, 1996.